# Liste von Sakralbauten in Bremen

Stadtteile von Bremen

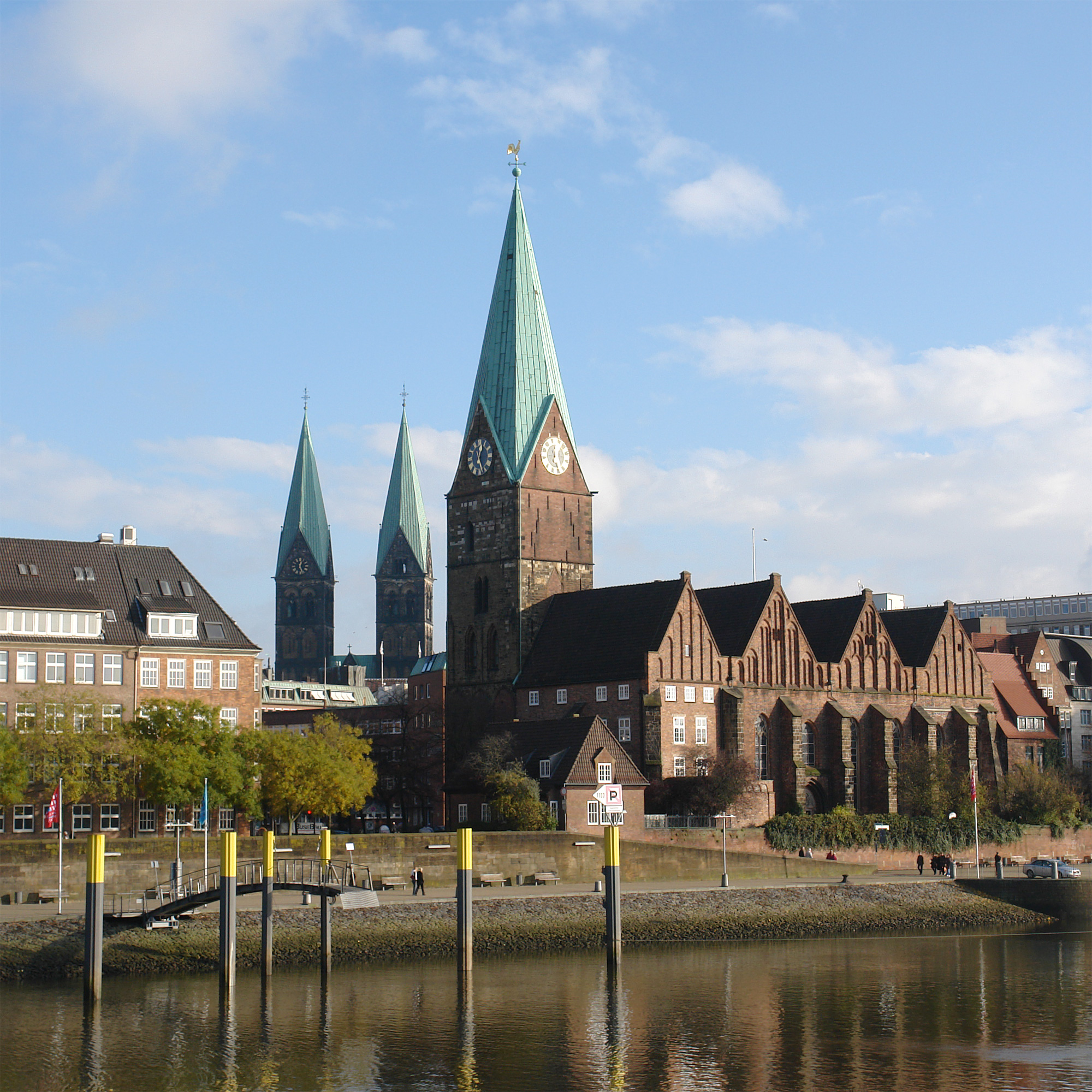
St. Martini und der Dom

Die Liste von Sakralbauten in Bremen nennt Kirchengebäude und andere Sakralbauten in Bremen als Teil der Freien Hansestadt Bremen.
Genannt werden alle Kirchen und Gemeinden, die ein Kirchengebäude besitzen oder ein repräsentatives Gemeindezentrum (z. B. wie bei der evangelischen Jona-Gemeinde oder der evang.-luth. Gemeinde Lüssum). In den Listen der evangelischen und katholischen Kirchen sind zuerst die Kirchen der Altstadt angegeben, gefolgt von den Kirchen Rechts der Weser von Rekum bis Mahndorf, gefolgt von den Kirchen Links der Weser von Seehausen bis Arsten. Es kann nach Name, Stadtteil und Jahr der Fertigstellung sortiert werden.

## Kirchen

### Evangelische Kirchen
Die aufgeführten Kirchen gehören alle mit Ausnahme der Evangelisch-reformierten Kirche in Rekum zur Bremischen Evangelischen Kirche (BEK), wozu auch noch die Bürgermeister-Smidt-Gedächtniskirche in Bremerhaven gehört (alle anderen evang. Kirchen in Bremerhaven gehören zur Landeskirche Hannover). Die Angabe OW∡ ist der Winkel der Hauptachse des Kirchenbaus zur Ost-West-Achse; −90 Grad bedeutet, dass der Chor mit Altar nach Norden zeigt.
| Abbildung | Name                                                      | Stadtteil, Ortsteil, Straße und Lage                           | Bauzeit                                            | Bemerkungen, Internetseite | Kirchengemeinde                                                      |
|           |                                                           | Altstadt                                                       |                                                    | |                                                                      |
|           | Bremer Dom                                                | Mitte / Altstadt Domshof Lage                                  | 805–1901                                           | Siehe Artikel. Offizielle Turmhöhe: 99 m. Andere Messungen ergaben allerdings nur 89 m. [Website] | St. Petri Domgemeinde Sandstr. 10–12                                 |
|           | Liebfrauenkirche                                          | Mitte / Altstadt Unser Lieben Frauen Kirchhof 27 Lage          | 1020–14. Jh.                                       | Siehe Artikel. Eigentlicher Unser Lieben Frauen Kirche. Turmhöhe: 84 m. [Website] | Unser Lieben Frauen                                                  |
|           | St. Martini                                               | Mitte / Altstadt Martinistraße Lage                            | 13. Jh.–1384                                       | Siehe Artikel. Turmhöhe: 62 m. [Website] | St. Martini Gemeinde Martinikirchhof 3                               |
|           | St. Stephani                                              | Mitte / Altstadt Stephanikirchhof 8 Lage                       | 1050–1856                                          | Siehe Artikel. Kulturkirche. Turmhöhe: 75 m. [Website] | Ev. Mirjam-Gemeinde, kirche-bremen.de                                |
|           |                                                           | Rechts der Weser                                               |                                                    | |                                                                      |
|           | Evangelisch-reformierte Kirche Rekum                      | Blumenthal / Rekum Lage                                        | 1910–1956, 2004 Turm                               | Gemeinde: ev.-reformierte Gemeinde Rekum, [Website] Abmessungen: Länge: 15 m, Breite: 9 m, OW∡: −51°. Einzige ev. Gemeinde die nicht zur Bremischen Evangelischen Kirche gehört. | Ev.-reformierte Gemeinde Rekum Pötjerweg 75                          |
|           | Evangelisch-reformierte Kirche Rönnebeck-Farge            | Blumenthal / Rönnebeck Farger Straße 19 Lage                   | 1904–1905, 1962 Umbau                              | Gemeinde: ev. Gemeinde Blumenthal, kirche-bremen.de Architektur: Architekten: August Abbehusen und Otto Blendermann Abmessungen: Länge: 14 m, Breite: 13 m, OW∡: −18°. Denkmalschutz: seit 1995 Die Glocke von 1796 (Werkstatt J. P. Bartels) hing bis 1905 im alten Turm der ev.-ref. Kirche in Blumenthal. Orgel von 1958 (Firma Ahrend & Brunzema). Farbige Fenster von K. G. Rohde. Gedenktafel am Eingang von U. Conrad. Seit 1962 sind Kirche und Gemeindehaus miteinander verbunden (Architekt: Schulze-Herringen). |                                                                      |
|           | Paul-Gerhardt-Kirche                                      | Blumenthal / Rönnebeck Lichtblickstraße 7–9 Lage               | 1955, 1982 Ausbau                                  | Gemeinde: ev.-luth. Paul-Gerhardt-Gemeinde, [Website] Architektur: Architekt: Ernst Becker-Sassenhof Abmessungen: Länge: 41 m, Breite: 18 m, OW∡: +37°. Turm mit drei Glocken (Gießerei Rincker). Großes Fester im Chor von Will Torger, Bremen. Orgel von 1957 (Werkstatt Alfred Führer). |                                                                      |
|           | Kirche Himmelskamp (ehem. Johann-Hinrich- Wichern-Kirche) | Blumenthal / Lüssum-Bockhorn Himmelskamp 21 Lage               | 1959                                               | Gemeinde: ev. Gemeinde Blumenthal, kirche-bremen.de Architektur: Architekt: Jan Noltenius Abmessungen: offiz. Turmhöhe: 23 m; Länge: 44 m, Breite: 19 m, OW∡: +44°. Turm mit drei Stahlglocken. Chorfenster von Albrecht Kröning. Der Kirchsaal dient als Mehrzwecksaal u. a. für Theatervorführungen. |                                                                      |
|           | evang.-luth. Gemeinde Lüssum                              | Blumenthal / Lüssum-Bockhorn Neuenkirchener Weg 31 Lage        | 1973                                               | Gemeinde: ev.-luth. Gemeinde Lüssum, [Kirchen in Blumenthal] Architektur: Kein Kirchengebäude, sondern größeres Gemeindezentrum in Form eines Mehrzweckgebäudes. Architekt: Carsten Schröck Die Gemeinde hat sich 1977 von der Gemeinde Lüssum-Bockhorn (Johann-Hinrich-Wichern-Kirche) abgetrennt. |                                                                      |
|           | Martin-Luther-Kirche (Blumenthal)                         | Blumenthal / Blumenthal Wigmodistraße 33a Lage                 | 1902–1903                                          | Gemeinde: ev. Gemeinde Blumenthal, kirche-bremen.de Architektur: neugotischer Backsteinbau, Architekt: Karl Mohrmann Abmessungen: Turmhöhe: 46,8 m inkl. des 3,6 m hohen Kreuzes. Länge: 30 m, Breite: 22 m, OW∡: −22°. Denkmalschutz: seit 1973 Orgel von Paul Ott. Originalen Fenster 1943 zerstört. |                                                                      |
|           | Evangelisch-reformierte Kirche Blumenthal                 | Blumenthal / Blumenthal Landrat-Christians-Straße 78 Lage      | 1879                                               | Gemeinde: ev. Gemeinde Blumenthal, kirche-bremen.de Architektur: neugotischer Backsteinbau, Architekten: Johannes Vollmer und B. Lohmüller Abmessungen: Turmhöhe: {61,4 m inkl. der 4,0 m hohen Spitze (Kreuz und Kugel). Ges. Länge: 49,5 m, Breite: 26 m, OW∡: −45°. Denkmalschutz: seit 1978 siehe Artikel. Die Orgel kommt aus der Werkstatt Alfred Führer, Baujahr 1950. Um die Kirche ist der Gemeindefriedhof angelegt, auf dem die große Grabanlage der Familie Ferdinand Ullrich aus schwarzem Granit mit Bronzefigur besonders auffällt. Am linken Rand steht der Turm der früheren Kirche, heute Ehrenmal für die Gefallenen der Weltkriege. |                                                                      |
|           | Evangelisch-reformierte Kirche Aumund                     | Vegesack / Aumund-Hammersbeck Pezelstraße 27/29 Lage           | 1963                                               | Gemeinde: Ev.-ref. Kirchengemeinde Aumund [Website] Architektur: Architekt: Kurt Schulze-Herringen Abmessungen (ohne Gemeindehaus): offiz. Turmhöhe: 18 m; ges. Länge (ohne Gemeindehaus und Turm): 16,4 m, Breite: 16,8 m, OW∡: +2°. Orgel von Alfred Führer. Fenster gestaltet von Heinz Lilienthal, Lesum. |                                                                      |
|           | Christophoruskirche                                       | Vegesack / Aumund-Hammersbeck Menkestraße 15 Lage              | 1957–1958                                          | Gemeinde: Christophorus-Gemeinde Aumund-Fähr [Website] Architektur: Architekt: Hans Budde Abmessungen: (ohne Gemeindehaus) Ges. Länge: 17,4 m, Breite: 18,4 m, OW∡: +3°. Hat sich 1959 von der Alt-Aumunder-Gemeinde abgetrennt |                                                                      |
|           | Stadtkirche Vegesack                                      | Vegesack / Vegesack Kirchheide 8 Lage                          | 1819–1821, erweitert: 1832–1833                    | Gemeinde: Vereinigte Evangelisch-Protestantische Kirchengemeinde zu Bremen-Vegesack, [Website] Architektur: Baustil: Klassizismus, Architekten: 1819–1821 von Friedrich Wendt und Gerhard Toelcken entworfen und 1832 von Jacob Ephraim Polzin umgebaut. Abmessungen: Länge: 43 m, Breite: 22,5 m, OW∡: +35,5°. Denkmalschutz: seit 1973 Um Kirche und Turm ältere Grabmale des früheren Vegesacker Friedhofs. |                                                                      |
|           | Alt-Aumunder Kirche                                       | Vegesack / Vegesack An der Aumunder Kirche 5 Lage              | 1876–1877                                          | Gemeinde: Kirchengemeinde Alt-Aumund, [Website] Architektur: Baustil: neugotischer Backsteinbau, Architekt: Ludwig Wege Abmessungen: Länge: 34 m, Breite: 17 m, OW∡: +8,5°. Denkmalschutz: seit 1977 Innenraum wurde 1909/10 von Karl Bohmann bemalt, 1952 übermalt und 2006/07 wiederhergestellt. Neben dem Gemeindehaus gegenüber der Kirche gibt es noch ein Gemeindezentrum in der Apoldaer Straße 25. |                                                                      |
|           | St. Michael (Bremen-Grohn)                                | Vegesack / Grohn Friedrich-Humbert-Straße Lage                 | 1906–1908                                          | Gemeinde: Ev.-luth. St. Michaels Kirchengemeinde Grohn, [Website] Architektur: Baustil: neoromanisch, Architekt: Karl Mohrmann Abmessungen: (ohne Pfarrhaus) Länge: 27 m, Breite: 19,5 m, OW∡: +3°. Denkmalschutz: seit 1977 Einzige Kirche in Bremen mit großem Vierungsturm. Das Pfarrhaus wurde im selben Baustil nördlich direkt an die Kirche angebaut. |                                                                      |
|           | Holzkirche Schönebeck                                     | Vegesack / Schönebeck Feldberg Lage                            | 1964                                               | Gemeinde: Filialkirche der Kirchengemeinde St. Magni, [Website] Die „Montagekirche“ entstand nach einem Typenentwurf des Düsseldorfer Architekten Helmut Duncker. Sie wurde 2023 entwidmet und soll (vermutlich noch 2024) demontiert werden. |                                                                      |
|           | St-Magni-Kirche                                           | Burglesum / St. Magnus Unter den Linden 24 Lage                | 1967                                               | Gemeinde: Kirchengemeinde St. Magni, [Website] Architektur: Baustil: Moderne, Architekt: Eberhard Gildemeister. Abmessungen: (ohne Pfarrhaus und Turm) Länge: 35,5 m, Breite: 21,7 m, OW∡: +5°. Denkmalschutz: seit 1995. Der obeliskartige Glockenturm enthält ein Glockenspiel aus dreißig Glocken. |                                                                      |
|           | Kirche der Stiftung Friedehorst                           | Burglesum / Lesum Rotdornallee 64 Lage                         | 1947                                               | Kirche in Friedehorst, Kirche/Gemeinde: [Website] Abmessungen: Länge: 39 m, Breite: 9 m, OW∡: +83°. Als eigenständige Kirchengemeinde verfügt Friedehorst über eine kleine Holzkirche aus dem Jahre 1947. |                                                                      |
|           | St. Martini                                               | Burglesum / Lesum Hindenburgstraße 30 Lage                     | um 1200, Umbauten: 1736, 1778–1779                 | Gemeinde: St. Martini zu Bremen-Lesum, [Website] Architektur: Baustil: Romanik Abmessungen: Länge: 37,3 m, Breite: 18,57 m, OW∡: -11°. Denkmalschutz: seit 1973. Siehe Artikel. Mit ehemaligem Friedhof um die Kirche herum. |                                                                      |
|           | Söderblomkirche                                           | Burglesum / Burgdamm Stockholmer Straße 46 Lage                | 1964                                               | Gemeinde: Söderblomkirche, [Website] Architektur: Baustil: Moderne. Abmessungen: Länge: 28,2 m, Breite: 17 m, OW∡: -25°. |                                                                      |
|           | Moorlose Kirche                                           | Burglesum / Mittelsbüren Mittelsbürener Landstraße Lage        | 1846–1847                                          | Gemeinde: Kirchengemeinde Mittelsbüren, [Website] Architektur: Baustil: neogotischer Backsteinbau, Architekt: Anton Theodor Eggers Denkmalschutz: seit 1973. Frühester neugotischer Kirchenbau in Bremen. Die Glocke und einige Fenster stammen vom Vorgängerbau. |                                                                      |
|           | Grambker Kirche                                           | Burglesum / Burg-Grambke Hinter der Grambker Kirche 7 Lage     | 1722 (Schiff), 1864 (Turm)                         | Gemeinde: Kirchengemeinde Grambke, [Website] Architektur: Baustil: Barock und Rokoko (Schiff), Neugotik (Turm) Abmessungen: Turmhöhe inkl. Spitze: 27,2 m, die Uhr befindet sich in einer Höhe von 16 m Denkmalschutz: seit 1973. Mit Kirchfriedhof. |                                                                      |
|           | Pfarrkirche Wasserhorst                                   | Blockland / Wasserhorst Wasserhorst 12b Lage                   | vor 1187 1743                                      | Gemeinde: Kirchengemeinde Wasserhorst, [Website] Denkmalschutz: seit 1973. Mit Kirchfriedhof. |                                                                      |
|           | Nikolaikirche Oslebshausen (Kirche Oslebshausen)          | Gröpelingen / Oslebshausen Ritterhuder Heerstraße 3 Lage       | 1929–1930                                          | Architektur: Baustil: neogotischer Backsteinbau mit Einflüssen des Art déco, Architekt: Walter Goerig Denkmalschutz: seit 1995. Mit Kirchfriedhof. Hinter der Kirche befindet sich ein Gedenkstein zu Ehren von Dietrich Bonhoeffer. | Evangelische Gemeinde Gröpelingen und Oslebshausen, kirche-bremen.de |
|           | Emmaus-Kirche                                             | Gröpelingen / Oslebshausen Adelenstraße Lage                   | 1920 bis ≈1960                                     | Gemeinde: Kirche des Diakonissenmutterhauses, [Website] Es befinden sich zwei Gräber bei der Kirche |                                                                      |
|           | Andreaskirche                                             | Gröpelingen / Gröpelingen Danziger Straße 20–22 Lage           | 1949                                               | Architektur: Baustil: Moderne, Architekt: Otto Bartning, Friedrich Schumacher 5 alte Grabsteine, Gemeindehaus Danziger Straße (Foto). | Evangelische Gemeinde Gröpelingen und Oslebshausen, kirche-bremen.de |
|           | Philippuskirche                                           | Gröpelingen / Gröpelingen Seewenjestraße 100 Lage              | 1966                                               | Architekt: Friedrich Schumacher Turmhöhe inkl. des etwa 5 m hohen Kreuzes: 37 m. Der Turm wurde 2020 wegen Baufälligkeit abgerissen | Evangelische Gemeinde Gröpelingen und Oslebshausen, kirche-bremen.de |
|           | Waller Kirche                                             | Walle / Walle Lange Reihe Lage                                 | 1658 (Turm der St. Michaeliskapelle) 1952 (Schiff) | Das originale Kirchenschiff von 1726 wurde 1942 zerstört. [Die Geschichte der Waller Kirche] | Ev. Mirjam-Gemeinde, kirche-bremen.de                                |
|           | Immanuel-Kapelle                                          | Walle / Westend Elisabethstraße 17–18 Lage                     | 1908                                               | | Ev. Mirjam-Gemeinde, kirche-bremen.de                                |
|           | Wilhadi-Kirche                                            | Walle / Westend St.-Magnus-Straße Lage                         | 1955                                               | Der erste Bau von 1876/1878 an der Nordstraße wurde im 2. WK zerstört und nicht wieder aufgebaut. Turmhöhe inkl. Spitze: 42,5 m. Turmbreite: 5 m, Breite des Kirchenschiffes: 20 m. [Website] |                                                                      |
|           | Martin-Luther-Kirche                                      | Findorff / Findorff Neukirchstraße 86 Hemmstraße 201 Lage      | 1954                                               | Spitznamen „Findorffer Dom“. [Website] Architekten: Friedrich Schumacher |                                                                      |
|           | Horner Kirche                                             | Horn-Lehe / Horn Horner Heerstraße Lage                        | 1823–1824, 1894 Umbau                              | Baustil: Klassizismus. Seit 1973 unter Denkmalschutz. Das Gemeindezentrum der Kirchengemeinde Horn befindet sich in Luisental 27. [Website] |                                                                      |
|           | Ev. Andreas-Kirche und Gemeindezentrum                    | Horn-Lehe / Lehesterdeich Werner-von-Siemens-Straße 55 Lage    | 1968                                               | [Website] |                                                                      |
|           | Kirche in Borgfeld                                        | Borgfeld / Borgfeld Borgfelder Landstraße 15 Lage              | 13. Jh., Umbauten: 1732–1733, 1896                 | Mit Kirchfriedhof. Kirche seit 1973 unter Denkmalschutz. [Website] |                                                                      |
|           | St. Michaelis                                             | Mitte / Bahnhofsvorstadt Doventorsteinweg 51 Lage              | 1966                                               | Dachhöhe: 27 m, Höhe inkl. Kreuz: 32,5 m. | Ev. Mirjam-Gemeinde, kirche-bremen.de                                |
|           | St. Ansgarii                                              | Schwachhausen / Barkhof Hollerallee Lage                       | 1955–1957                                          | Der erste Bau – Bremens älteste Kirche – im Mittelpunkt der Altstadt wurde im 2. WK zerstört und nicht wieder aufgebaut. [Website] |                                                                      |
|           | St. Remberti                                              | Schwachhausen / Riensberg Friedhofstraße 10 Lage               | 1950–1951                                          | Der erste Bau von 1871 in der Östlichen Vorstadt wurde im 2. WK zerstört und nicht wieder aufgebaut. [Website] |                                                                      |
|           | Kapelle im Gemeindehaus Unser Lieben Frauen               | Schwachhausen / Schwachhausen Schwachhauser Ring 61 Lage       | 1954–1955                                          | Architekt: Prof. Gerhard Langmaack (Hamburg). Die Kapelle nimmt das Erdgeschoss des zweistöckigen Gebäudes ein. Über dem Eingang befindet sich eine Tafel „Der Acker ist die Welt“ von Klaus Bücking. [Website] |                                                                      |
|           | Friedenskirche (Bremen)                                   | Östliche Vorstadt / Fesenfeld Humboldtstraße 175 Lage          | 1869–1870                                          | Neugotischer Bau von Simon Loschen [Website] |                                                                      |
|           | St. Petri Domkapelle                                      | Östliche Vorstadt / Steintor Osterdeich Lage                   | 1965                                               | [Website] |                                                                      |
|           | Alt Hastedter Kirche                                      | Östliche Vorstadt / Hulsberg Benningsen Straße 7 Lage          | 1862                                               | Turmhöhe: 29 m; Die Kirche wurde im 2. WK beschädigt. Bei der Wiederherstellung sind die Bemalungen von 1926 verlorengegangen. [Website] |                                                                      |
|           | St.-Jürgen-Kirche                                         | Östliche Vorstadt / Hulsberg Sankt-Jürgen-Straße Lage          | 1982                                               | Kirche auf dem Gelände des Zentralkrankenhauses St. Jürgen. Es finden abwechselnd evangelische und katholische Gottesdienste statt. [Website] |                                                                      |
|           | Auferstehungskirche                                       | Hemelingen / Hastedt Drakenburger Straße 42 Lage               | 1959                                               | Website Architekt: Carsten Schröck |                                                                      |
|           | St. Johann                                                | Oberneuland / Oberneuland Hohenkampsweg 6 Lage                 | 1858–1860                                          | Baustil: Neogotik. Offizielle Turmhöhe: 45 m. Seit 1999 unter Denkmalschutz. [Website] |                                                                      |
|           | Epiphanias-Kirche                                         | Vahr / Gartenstadt Bardowickstraße 83 Lage                     | 1960                                               | [Website] Architekt: Peter O. Ahlers |                                                                      |
|           | Christuskirche                                            | Vahr / Neue Vahr Südwest Adam-Stegerwald Straße 42 Lage        | 1960                                               | [Website] Architekten: Enno Huchting, Karl-Heinz Lehnhoff |                                                                      |
|           | Heilig-Geist-Kirche                                       | Vahr / Neue Vahr Nord August-Bebel-Allee 276 Lage              | 1964                                               | Turmhöhe: 30,2 m, Höhe der Uhr: 20,6 m. [Website] |                                                                      |
|           | Jona-Gemeinde                                             | Vahr / Gartenstadt Eislebener Straße 56/58 Lage                | 1972                                               | Kein Kirchengebäude im eigentlichen Sinne, aber ein großes Gemeindehaus mit Gemeindesaal. [Website] Architekt: William Weiss |                                                                      |
|           | Kirche Blockdiek                                          | Osterholz / Blockdiek Günther-Hafemann-Straße 44 Lage          | 1971                                               | [Website] Architekt: Otto Andersen |                                                                      |
|           | Kirche Tenever                                            | Osterholz / Tenever Sankt-Gotthard-Straße 140 Lage             | 1976                                               | [Website] Gehört mit Blockdiek zur fusionierten Gemeinde Trinitatis Architekt: Carsten Schröck |                                                                      |
|           | Melanchthon-Kirche                                        | Bremen-Osterholz / Osterholz Armsener Straße Lage              | 1968                                               | Turm wurde im Sommer 2009 renoviert. Dachhöhe des Kirchenschiffes: 17,5m, Dachhöhe des Turmes: 32 m, Höhe inkl. Kreuz: 35,5 m. [Website] Architekt: Heinz Lehnhoff |                                                                      |
|           | Hemelinger Kirche                                         | Hemelingen / Hemelingen Westerholzstraße Lage                  | 1888–1890                                          | Baustil: Neugotik. Architekt: Karl Boergemann. Seit 1996 unter Denkmalschutz. Turmhöhe: 45,9 m. [Website] |                                                                      |
|           | Versöhnungskirche                                         | Hemelingen / Sebaldsbrück Beim Sattelhof Lage                  | 1964                                               | Das Gemeindezentrum befindet sich in der Sebaldsbrücker Heerstraße 52. [Website] Architekt: Gerhard Müller-Menckens |                                                                      |
|           | Gemeinde des guten Hirten                                 | Hemelingen / Sebaldsbrück Forbacher Straße 16 Lage             | 1959                                               | [Website] Architekt: Peter O. Ahlers |                                                                      |
|           | St. Johannis der Evangelist                               | Hemelingen / Arbergen Arberger Heerstraße 77 Lage              | um 1200, 1719 Umbau                                | Mit Kirchfriedhof. Kirche seit 1973 unter Denkmalschutz. [Website] |                                                                      |
|           | St. Nikolai                                               | Hemelingen / Mahndorf Mahndorfer Deich 48 Lage                 | 1965                                               | [Website] Architekt: Fritz Brandt |                                                                      |
|           |                                                           | Links der Weser                                                |                                                    | |                                                                      |
|           | St. Jacobi (Bremen-Seehausen)                             | Seehausen / Seehausen Seehauser Landstraße 166 Lage            | nach 1234 bis ≈1800                                | [Website] |                                                                      |
|           | Kirche Rablinghausen                                      | Woltmershausen / Rablinghausen Rablinghauser Deich 2–4 Lage    | 1. Bau: 1750 2. Bau: 1951                          | Im 2. WK zerstört, danach 1:1 wieder aufgebaut. [Website] Denkmalschutz: seit 1972 |                                                                      |
|           | Christuskirche                                            | Woltmershausen / Woltmershausen Woltmershauser Straße 376 Lage | 1904–1906                                          | Baustil: Neogotik. [Website] |                                                                      |
|           | Hohentorskirche                                           | Neustadt / Hohentor Hohentorsheerstraße 15 Lage                | 1966                                               | [Website] Architekten: Friedrich Schumacher, Claus Hübner |                                                                      |
|           | St. Pauli                                                 | Neustadt / Alte Neustadt Große Krankenstraße 11 Lage           | 1964–1967                                          | Der vorherige Bau an der Osterstraße (Lage) von 1682 wurde 1944 durch Bomben zerstört. Der einfache Saalbau mit Dachreiter sah der heutigen, etwas kleineren Kirche Rablinghausen ähnlich. [Website] Architekt: Jan Noltenius |                                                                      |
|           | Zionskirche                                               | Neustadt / Südervorstadt Kornstraße 31 Lage                    | 1955–1956                                          | [Website] Architekt: Carsten Schröck |                                                                      |
|           | Matthias-Claudius-Kirche                                  | Neustadt / Gartenstadt Süd Wilhelm-Raabe-Straße 1 Lage         | 1966                                               | [Website] Architekt: Jan Noltenius |                                                                      |
|           | St. Jakobi                                                | Neustadt / Buntentor Kirchweg 57 / Kornstraße Lage             | 1875–1876                                          | Baustil: Neugotik Architekt: Johann Philipp Rippe. Der Turm erreicht inkl. der etwa 1,5 m hohen Wetterfahne eine Höhe von 47,2 m. Die kleine Kirche hat eine Länge von etwa 25 und eine Breite von etwa 16 m. [Website] |                                                                      |
|           | St. Lukas                                                 | Huchting / Grolland Am Vorfeld 22 Lage                         | 1963                                               | Architekt: Carsten Schröck [Website] |                                                                      |
|           | Dietrich-Bonhoeffer-Kirche                                | Huchting / Mittelshuchting Luxemburger Straße 29 Lage          | 1971                                               | Architekt: Carsten Schröck [Website] |                                                                      |
|           | St. Georg                                                 | Huchting / Kirchhuchting Alter Dorfweg Lage                    | 1878–1879                                          | Baustil: Neugotik. Architekten: Eduard Gildemeister und Heinrich Deetjen [Website] |                                                                      |
|           | St. Matthäus                                              | Huchting / Kirchhuchting Hermannsburg 32e Lage                 | 1966                                               | Architekt: Carsten Schröck [Website] |                                                                      |
|           | St. Johannes                                              | Huchting / Sodenmatt Am Sodenmatt / Den Haager Straße Lage     | 1972                                               | Architekten: Friedrich Schumacher und Claus Hübner [Website] |                                                                      |
|           | Simon-Petrus-Kirche                                       | Obervieland / Habenhausen Habenhauser Dorfstraße 42 Lage       | 1995                                               | Filialkirche von St. Johannes Arsten. Bremens jüngster evang. Kirchenbau. Glockenspiel mit 24 Glocken.[Website] |                                                                      |
|           | St. Markus                                                | Obervieland / Kattenturm Arsterdamm 12–16 Lage                 | 1953–1955                                          | [Website] Architekt: Fritz Brandt |                                                                      |
|           | Abraham-Kirche                                            | Obervieland / Kattenturm Anne-Stiegler-Straße Lage             | 1975                                               | [Website] Architekt: ? |                                                                      |
|           | Thomas-Kirche                                             | Obervieland / Kattenesch Soester Straße 42 Lage                | 1964                                               | [Website] |                                                                      |
|           | St. Johannes                                              | Obervieland / Arsten Arster Landstraße 51 Lage                 | 13. Jh.                                            | [Website] |                                                                      |
|           |                                                           | ehemalige Kirchen                                              |                                                    | |                                                                      |
|           | Dreifaltigkeitskirche                                     | Vahr / Neue Vahr Südost Geschwister-Scholl-Straße 136 Lage     | 1966–1967                                          | [Website] Architekt: Peter O. Ahlers Höhe inkl. Kreuz: 24,7 m, max. Dachhöhe: 15,7 m.[Anmerkung 1] Kirche 2016 entwidmet |                                                                      |

### Katholische Kirchen
| Abbildung                             | Name                         | Stadtteil, Ortsteil, Straße und Lage                        | Bauzeit                                             | Bemerkungen, Internetseite |
| ------------------------------------- | ---------------------------- | ----------------------------------------------------------- | --------------------------------------------------- | --- |
|                                       |                              | Altstadt                                                    |                                                     | |
|                                       | St. Johann                   | Mitte / Altstadt Lange Wieren Lage                          | vor 1800                                            | Siehe Artikel. [Website] |
|                                       |                              | Rechts der Weser                                            |                                                     | |
|                                       | St. Marien                   | Blumenthal / Blumenthal Fresenbergstraße 20 Lage            | 1858–59 (Chor) 1892 (Hauptbau) 1913 (Seitenschiffe) | Gemeinde: Pfarrgemeinde St. Marien / Bremen-Blumenthal, [Website] Architektur: neugotischer Backsteinbau Abmessungen: Turmhöhe: 42,2 m, Höhe ohne Spitze (Kreuz mit Wetterfahne): 39 m, Höhe ohne Dachreiter: 27 m, Höhe des Kirchenschiffs: 17,6 m, Turmbreite: 5 m. Länge: 47 m, Breite: 23 m, OW∡: +12°.                                              |
|                                       | Kirche zur heiligen Familie  | Vegesack / Grohn Grohner Markt 7 Lage                       | 1986–87                                             | Neugotischer Vorgängerbau aus Backstein von 1903 mit Dachreiter (an anderer Stelle, abgerissen) [Website] |
|                                       | St. Birgitta                 | Burglesum / Burgdamm Göteborger Straße 38 Lage              | 1972                                                | Filialkirche von Heilige Familie (Osterholz-Scharmbeck). Architekt Veit Heckrott [Website] |
|                                       | St. Josef                    | Gröpelingen / Oslebshausen Oslebshauser Landstraße Lage     | 1968                                                | Filialkirche von St. Marien (Walle). Architekt: Karl-Heinz Bruns, Bremen [Website] |
|                                       | St. Nikolaus                 | Gröpelingen / Gröpelingen Beim Ohlenhof 19 Lage             | 1958                                                | Filialkirche von St. Marien (Walle). [Website] |
|                                       | St. Marien                   | Walle / Westend St.-Magnus-Straße 2 Lage                    | 1953–1954                                           | Siehe Artikel. [Website] |
|                                       | St. Georg                    | Horn-Lehe / Lehe Ledaweg 2 A Lage                           | 1957                                                | Katholische Pfarrgemeinde St. Katharina von Siena in Bremen. Zu der Gemeinde gehören die St. Ursula, St Georg und die Krankenhaus-Kapelle vom St. Joseph-Stift. Architekt: Ludger Sunder-Plaßmann, Münster [Website] |
|                                       | St. Ursula                   | Schwachhausen / Riensberg Schwachhauser Heerstraße 166 Lage | 1967                                                | Katholische Pfarrgemeinde St. Katharina von Siena in Bremen. Zu der Gemeinde gehören die St. Ursula, St Georg und die Krankenhaus-Kapelle vom St. Joseph-Stift. Architekt: Karl-Heinz Bruns, Bremen [Website] |
|                                       | Kapelle des St. Joseph-Stift | Schwachhausen / Schwachhausen Schubertstraße Lage           | um 1900                                             | Katholische Pfarrgemeinde St. Katharina von Siena in Bremen. Zu der Gemeinde gehören die St. Ursula, St Georg und die Krankenhaus-Kapelle vom St. Joseph-Stift. [Website] |
| Foto siehe unter evangelische Kirchen | St.-Jürgen-Kirche            | Östliche Vorstadt / Hulsberg St.-Jürgen-Straße Lage         | 1862                                                | Kirche auf dem Gelände des Zentralkrankenhauses St. Jürgen. Es finden abwechselnd evangelische und katholische Gottesdienste statt. |
|                                       | St. Elisabeth                | Hemelingen / Hastedt Suhrfeldstraße 159/161 Lage            | 1968                                                | seit 2007 Filialkirche von St. Johann (Altstadt). [Website], Kolumbariumkirche seit 2020 |
|                                       | St. Hedwig (Bremen)          | Vahr / Neue Vahr Südost Kurt-Schumacher-Allee 62 Lage       | 1963                                                | Pfarrgemeinde St. Raphael Bremen. Dachhöhe: 15,3 m. [Website] |
|                                       | St. Laurentius               | Vahr / Gartenstadt Vahr Stellichter Straße 8 Lage           | 1999                                                | Kleinste katholische Kirche in Bremen. Gehört zum Caritas-Altenpflegeheim St. Laurentius. Der Vorgängerbau wurde im März 1999 abgerissen und an derselben Stelle ersetzt. Pfarrgemeinde St. Raphael Bremen. [Website] |
|                                       | St. Thomas                   | Osterholz / Ellenerbrok-Schevemoor Grenzwehr 61 Lage        | 1984–85                                             | Pfarrgemeinde St. Raphael Bremen. [Website] |
|                                       | St. Antonius                 | Osterholz / Osterholz Oewerweg 40/42 Lage                   | 1960                                                | Architekt: H. Ostermann. Pfarrgemeinde St. Raphael Bremen. [Website] |
|                                       | St. Godehard                 | Hemelingen / Hemelingen Godehardstraße 25 Lage              | 1819 (Grundbau), 1899–1900 (Umbau)                  | Baustil: Neoromanik. Pfarrgemeinde St. Raphael Bremen. [Website] |
|                                       |                              | Links der Weser                                             |                                                     | |
|                                       | St. Benedikt                 | Woltmershausen / Woltmershausen Auf dem Bohnenkamp 4 Lage   | 1993                                                | Pfarrgemeinde St. Franziskus. Architekt: Karl-Heinz Bruns, Bremen [Website] |
|                                       | St. Pius                     | Huchting / Kirchhuchting Willakedamm 6 Lage                 | 1962                                                | Pfarrgemeinde St. Franziskus. Architekt: Karl-Heinz Bruns, Bremen [Website] |
|                                       | Herz-Jesu-Kirche             | Neustadt / Huckelriede Kornstraße 371 Lage                  | 1937                                                | Pfarrgemeinde St. Franziskus. Architekt: Dominikus Böhm, Im September 1937 geweiht. [Website] [Website] 2009 Umbau zum Caritas-Altenpflegeheim St. Michael |
|                                       | St. Hildegard                | Obervieland / Kattenesch Alfred-Faust-Straße 45 Lage        | 1972                                                | Pfarrgemeinde St. Franziskus. [Website] |
|                                       |                              | ehemalige Kirchen                                           |                                                     | |
|                                       | Christ-König-Kirche          | Blumenthal / Rönnebeck Dillener Straße 112 Lage             | 1930                                                | 2019 profaniert, zuletzt Filialkirche von St. Marien (Blumenthal), Umbau zur Kindertagesstätte. [Website] |
|                                       | St. Barbara                  | Hemelingen / Mahndorf Hermann-Osterloh-Straße 4 Lage        | 1976                                                | Gehörte zuletzt zur Pfarrgemeinde St. Raphael Bremen. Grundsteinlegung war am 9. April 1976, Richtfest am 22. Sept. 1976 und die Weihe fand am 22. Januar 1977 statt. Am 2. Juli 2011 fand der letzte Gottesdienst statt. Das Gelände wurden von privater Hand gekauft. Die Gebäude sollen abgerissen werden und durch Wohnhäuser ersetzt werden. [Info] |
|                                       | Hl. Kreuz                    | Blumenthal / Lüssum-Bockhorn Treuburger Platz 2 Lage        | 1959–60                                             | Zuletzt Filialkirche der Pfarrei St. Marien, 2014 profaniert. [Website] |
|                                       | St. Peter und Paul           | Burglesum / St. Magnus Eichenhof 2 Lage                     | 1963                                                | 1963 wurde von der Kirche eine schon vorhandene Villa angekauft und dort die Kirche errichtet. 2012 profaniert. Zuletzt Filialkirche der Pfarrei Heilige Familie. Kirchengebäude wurde verkauft und zugunsten Wohnungsneubau abgerissen. [Website] |
|                                       | St. Bonifatius               | Findorff / Findorff Leipziger Straße Lage                   | 1959                                                | Filialkirche von St. Marien (Walle), am 4. Mai 2019 profaniert, zu Kindertagesstätte und Gemeindesaal umgebaut. |

### Freikirchen
Dazu gehören in Bremen Kirchen des Bundes Evangelisch-Freikirchlicher Gemeinden (BEFG) (Baptisten), der Evangelisch-methodistischen Kirche (EmK) (Methodisten), der Siebenten-Tags-Adventisten, der Selbständigen Evangelisch-Lutherischen Kirche (SELK), des Freikirchlichen Bundes der Gemeinde Gottes, des Mülheimer Verbandes Freikirchlich-Evangelischer Gemeinden (MV), des Bundes Freikirchlicher Pfingstgemeinden (BFP) und des Bundes Freier evangelischer Gemeinden (BFeG).
| Abbildung | Name                        | Stadtteil, Ortsteil, Straße und Lage                            | Konfession                     | Bauzeit   | Bemerkungen, Internetseite |
| --------- | --------------------------- | --------------------------------------------------------------- | ------------------------------ | --------- | --- |
|           | Christusgemeinde Blumenthal | Blumenthal / Rönnebeck Cranzer Straße Lage                      | BEFG (Baptisten)               | nach 1970 | [Website] |
|           | Christuskirche              | Vegesack / Vegesack Georg-Gleistein-Straße 1 Lage               | EmK (Methodisten)              | nach 1950 | [Website] |
|           | Auferstehungskirche         | Burglesum / Lesum Hindenburgstraße 14 Lage                      | BEFG (Baptisten)               | nach 1950 | [Website] |
|           | Hoffnungskirche             | Walle / Walle Zietenstraße 59 Lage                              | BEFG (Baptisten)               | nach 1950 | Von außen zwar unscheinbar in einer Waller Wohnstraße gelegen, hat die Hoffnungskirche doch einen schönen und weiten Kirchenraum, der durch seine vollständig verglaste Seite sehr hell ist. [Website]                               |
|           | Kreuzgemeinde               | Schwachhausen / Barkhof Hohenlohestraße 60 Lage                 | BEFG (Baptisten)               | 1955      | [Website] |
|           | Erlöserkirche               | Schwachhausen / Schwachhausen Schwachhauser Heerstraße 179 Lage | EmK (Methodisten)              | nach 1950 | [Website] |
|           | Adventhaus                  | Mitte / Ostertor Osterdeich 42/43 Lage                          | Adventisten                    | nach 1950 | [Website] |
|           | Bethlehemskirche            | Hemelingen / Sebaldsbrück Ludwig-Roselius-Allee 95 Lage         | SELK (Selbst. Ev.-Luth Kirche) | nach 1950 | SELK Selbständige Ev.-Luth. Kirche. [Website] |
|           | Haus der Begegnung          | Hemelingen / Hemelingen Kleine Westerholzstraße 17 Lage         | BFP (Pfingstler)               | nach 1950 | Das Gebäude ist die ehemalige Kirche der neuapostolischen Gemeinde Bremen-Hemelingen, die 2005 in die Gemeinde Bremen-Sebaldsbrück überführt wurde. Das Gebäude stand bis 2010 leer und wurde dann zum Haus der Begegnung. [Website] |
|           | Gemeinde Gottes             | Woltmershausen / Woltmershausen Woltmershauser Str. 298 Lage    | Freik. Bund Gem. Gottes        | nach 1950 | Evangelische Freikirche Gemeinde Gottes - Bremen. [Website] |
|           | Paulusgemeinde              | Obervieland / Habenhausen Habenhauser Dorfstr. 27–31 Lage       | MV (Mülheimer Verband)         | nach 1950 | [Website] |

Hinzu kommen Gemeinden, die kein typisches Kirchengebäude besitzen:
Adventisten:
- Adventgemeinde Bremen-Findorff, Plantage 22, [Website]
- Adventgemeinde Bremen-Vegesack, Weserstraße 87, [–]

Baptisten:
- Zellgemeinde (im BEFG), Im Deichkamp 17, [Website]
- Freikirchliche Baptistengemeinde Bremen e. V. in Hemelingen, Hemelinger Bahnhofstraße 13, [–]

Freie evangelische Gemeinde (FeG):
- Christus-Gemeinde, Freie evangelische Gemeinde Bremen, Norderneystraße 5, [Website]

Pfingstgemeinden:
- Freie Christengemeinde Grambke, Ellerbuschort 16, [–]
- Fountain Gate Chapel e. V., Findorffstr. 18 a, [–]

### Neuapostolische Kirchen
| Abbildung | Name                                      | Stadtteil, Ortsteil, Straße und Lage                     | Bauzeit   | Bemerkungen, Internetseite |
| --------- | ----------------------------------------- | -------------------------------------------------------- | --------- | --- |
|           | Gemeinde Bremen-Vegesack                  | Vegesack / Vegesack Theodor-Neutig-Straße 17 Lage        | 1977–1978 | Bezirk Bremen-Nord. [Website] |
|           | Gemeinde Bremen-Lesum                     | Burglesum / Lesum Lesmonastraße 21 Lage                  | 1965      | Bezirk Bremen-Nord. [Website] |
|           | Gemeinde Bremen-Findorff                  | Findorff / Regensburger Straße Augsburger Straße 38 Lage | nach 1950 | Bezirk Bremen-Nord. [Website] |
|           | Gemeinde Bremen-Neustadt                  | Neustadt / Neustadt Bachstraße 68–74 Lage                | 1953      | Bezirk Bremen-Nord. [Website] |
|           | Gemeinde Bremen-Huchting                  | Huchting / Sodenmatt Am Sodenmatt 45a Lage               | 1968      | Bezirk Bremen-Nord. [Website] |
|           | Gemeinde Bremen-Sebaldsbrück              | Hemelingen / Sebaldsbrück Vahrer Straße 162 Lage         | 2005      | Bezirk Bremen-Süd. [Website] |
|           | Gemeinde Bremen-Osterholz                 | Osterholz / Ellener Feld Am Hallacker 8c Lage            | 1973      | Bezirk Bremen-Süd. [Website] |
|           | Gemeinde Bremen-Arsten                    | Obervieland / Arsten Arsterdamm 132a Lage                | 1987–1988 | Bezirk Bremen-Süd. [Website] |
|           |                                           | ehemalige Gemeinden                                      |           | |
|           | Kirche Bremen-Blumenthal                  | Blumenthal / Blumenthal Lüssumer Straße 32 Lage          | 1960      | Seit 2009 gehört die Gemeinde Blumenthal zur Gemeinde Vegesack. Reguläre Gottesdienste finden in der Kirche in Vegesack statt. Die Kirche in Blumenthal wird gelegentlich für überregionale Zwecke verwendet. [Website]                  |
|           | ehemalige Kirche Bremen-Grambke           | Burglesum / Burg-Grambke Am Grambker See Lage            | nach 1950 | 2000 ging die die Gemeinde Bremen-Grambke nach 50 Jahren Eigenständigkeit wieder in Bremen-Gröpelingen über. Das Gebäude dient heute als Wohnhaus.                                                                                       |
|           | ehemalige Kirche Bremen-Hastedt           | Hemelingen / Hastedt Alter Postweg 247/248               | nach 1950 | 2005 wurde die Gemeinde Bremen-Hastedt in die Gemeinde Bremen-Sebaldsbrück überführt. Das Gebäude wurde zu einem Mehrfamilienhaus umgebaut. Davon, das es mal ein Kirchengebäude war, ist heute nichts mehr zu erkennen.                 |
|           | ehemalige Kirche Bremen-Hemelingen        | Hemelingen / Hemelingen Kleine Westerholzstraße 17 Lage  | nach 1950 | 2005 wurde die Gemeinde Bremen-Hemelingen in die Gemeinde Bremen-Sebaldsbrück überführt. Das Gebäude stand bis 2010 leer [Info]. Jetzt ist es das Haus der Begegnungen vom Bund Freikirchlicher Pfingstgemeinden (BFP).siehe weiter oben |
|           | ehemalige Kirche Gröpelingen/Oslebshausen | Gröpelingen Am Nonnenberg 10 Lage                        | 1954      | Profanierung 2012. Das Gebäude wurde 2013 von privater Hand gekauft und wird jetzt als Wohnhaus genutzt. |

### Andere christliche Gemeinschaften
| Abbildung | Name                             | Stadtteil, Ortsteil, Straße und Lage                             | Konfession           | Bauzeit   | Bemerkungen, Internetseite |
| --------- | -------------------------------- | ---------------------------------------------------------------- | -------------------- | --------- | --- |
|           | katholisch-apostolische Gemeinde | Schwachhausen / Gete Kirchbachstraße 221 Lage                    | kath.-Ap.            | nach 1950 | Es gibt wenig Informationen über diese Kirche. Äußerlich lässt sich nicht erkennen, dass dieses Kirchengebäude noch von einer Gemeinde genutzt wird. [keine Website] |
|           | Michaelkirche                    | Mitte / Ostertor Kleine Meinkenstraße 4 Lage                     | Christengemeinschaft | um 1983   | Architekt Jens Ebert, interessante Formen, wenig Symmetrien. [Website]                                                                                               |
|           |                                  | Schwachhausen / Neu-Schwachhausen Ottilie-Hoffmann-Straße 2 Lage | Mormonen             | nach 1950 | |

### Weitere Kirchengebäude
| Abbildung | Name                                    | Stadtteil, Ortsteil, Straße und Lage                       | Konfession         | Bauzeit   | Bemerkungen, Internetseite |
| --------- | --------------------------------------- | ---------------------------------------------------------- | ------------------ | --------- | --- |
|           | Interfaith House der Jacobs-Universität | Vegesack / Grohn Campus-Ring Lage                          | interkonfessionell | 1946      | |
|           | Kirche der Egestorff-Stiftung           | Osterholz / Tenever Stiftungsweg Lage                      | evangelisch        | um 1890   | |
|           | ehemalige kath. Kirche St. Willehad     | Vegesack / Fähr-Lobbendorf Diedrich-Steilen-Straße 66 Lage | derzeit ohne       | 1963–1966 | Ehemalige Filialkirche der Heiligen Familie Grohn. Am 29. Juni 2011 wurde die Kirche profaniert. Der neue Eigentümer des leerstehenden Kirchengebäudes wird der Evangeliums-Christengemeinde e. V. Bremen. |

### Nicht mehr existierende Kirchengebäude
| Abbildung | Name                                     | Stadtteil, Ortsteil, Straße und Lage                              | Bauzeit, Zerstörung / Abriss                                                                        | Bemerkungen, Internetseite |
| --------- | ---------------------------------------- | ----------------------------------------------------------------- | --------------------------------------------------------------------------------------------------- | --- |
|           |                                          |                                                                   | | Evangelisch |
|           | St. Ansgarii                             | Mitte / Altstadt Obernstraße/Hanseatenhof Lage                    | bis ≈1600 1943 zerstört; 1944 stürzte der Turm in das Kirchenschiff, wenige Außenmauern verblieben. | War Bremens älteste Kirche und Vorgänger der heutigen Kirche St. Ansgarii in Barkhof, Turm war mit 97 m der höchste in Bremen, Ruine bis 1959 beseitigt, heute Standort des Bremer Carrees. |
|           | St. Remberti                             | Östliche Vorstadt Rembertiring/Hoppenbank Lage                    | 1871 Am 4. Juni 1941 durch Bomben zerstört                                                          | Die ausgebrannte Kirche wurde nach dem Krieg abgerissen und durch die neue Kirche St. Remberti in Riensberg ersetzt. |
|           | St. Pauli                                | Neustadt / Alte Neustadt Sankt-Pauli-Deich Lage                   | 1679/82 1944 zerstört                                                                               | Einfacher Saalbau mit Dachreiter, ähnlich der Rablinghauser Kirche, nur etwas größer. Ihm folgte die neue Kirche St. Pauli in der Alten Neustadt. |
|           | Wilhardikirche                           | Walle Nordstraße Lage                                             | 1876–1878 18./19. August 1944 Kirchenschiff zerstört.                                               | Abriss nach dem Krieg. Der Turm, der dem der ev.-ref. Kirche in Blumenthal sehr ähnlich sah, blieb unbeschadet weitere 20 Jahre stehen. In den 1960er Jahren wurde er aufgrund der Erweiterung der Nordstraße auch abgerissen. Nachfolger des zerstörten Sakralbaus ist die neue Wilhadi-Kirche in Westend.         |
|           | St. Michaelis                            | Mitte / Doventor Doventorsdeich/Doventorsteinweg Lage             | um 1900 1944 zerstört                                                                               | Die Ruine wurde nach dem Krieg abgerissen und durch einen Neubau in der Bahnhofsvorstadt ersetzt. |
|           | Alte St.-Jakobi-Kirche                   | Mitte / Altstadt Jakobikirchhof Lage                              | ab 1188 1944 zerstört                                                                               | Im 13. Jh. erneuert als Backsteinbasilika mit Westturm und polygonalem Chor, 1523 profaniert, Turmabriss 17. Jh., 1697 Langhausabriss, 1960 Ruinenabriss |
|           | Kirche Ellener Brok                      | Osterholz / Ellenerbrok-Schevemoor Graubündener Straße 12–14 Lage | 1968–1970                                                                                           | Architekten: Hermann Brede mit Roland Kutzki. Kirche 2015 entwidmet, 2017 abgerissen. Weblink: [Website] |
|           |                                          |                                                                   | | Katholisch |
|           | St. Marien (Walle)                       | Walle St.-Magnus-Straße Lage                                      | um 1900 Am 18./19. August 1944 zerstört.                                                            | 1943 mehrfach leicht getroffen; Rest nach dem Krieg abgerissen. An die Stelle der zerstörten Kirche trat die neue Kirche St. Marien in Westend. [Info] |
|           | St. Elisabeth                            | Östliche Vorstadt / Hastedt Fleetrade 15b Lage                    | 1931 1945 zerstört                                                                                  | Architekt: Theo Burlage. Kurz vor Kriegsende am 22. April 1945 zerstört. Ein Wandgemälde an einer Hauswand Ecke Deichbruchstraße zeigt heute das frühere Aussehen. Sie sah der heutigen Maria Grün (Hamburg-Blankenese) ähnlich. Ersetzt wurde die zerstörte Kirche durch die neue Kirche St. Elisabeth in Hastedt. |
|           | St. Franziskus                           | Huchting / Grolland                                               | 1959 1993 abgerissen                                                                                | Architekt: Ludger Sunder-Plassmann. |
|           |                                          |                                                                   | | Neuapostolisch |
|           | Neuapostolische Gemeinde Bremen-Ostertor | Mitte / Ostertor Osterdeich 31 Lage                               | 1969–1970 2019 Abriss und durch Eigentumswohnungen ersetzt.                                         | Ehemals Bezirk Bremen-Nord, Gemeinde HB-Ostertor |

## Synagogen
| Abbildung | Name     | Stadtteil, Ortsteil, Straße und Lage            | Bauzeit | Bemerkungen, Internetseite |
| --------- | -------- | ----------------------------------------------- | ------- | --- |
|           | Synagoge | Schwachhausen Schwachhauser Heerstraße 117 Lage | 1961    | Architekt: Karl Gerle. Die frühere Synagoge an der Kolpingstraße (früher Gartenstraße 6) wurde während der Novemberpogrome 1938 zerstört. |

## Moscheen
| Abbildung | Name          | Stadtteil, Ortsteil, Straße und Lage | Bauzeit   | Bemerkungen, Internetseite |
| --------- | ------------- | ------------------------------------ | --------- | -------------------------- |
|           | Fatih-Moschee | Gröpelingen Stapelfeldtstraße 9 Lage | 1995–1999 | Architekt: Asur Yilmaz     |

## Friedhöfe
- Liste der Friedhöfe in Bremen